# Theresienstraße (München)
Die Theresienstraße ist eine ca. 1,5 km lange Straße im Münchner Stadtbezirk Maxvorstadt. Sie verläuft von der Ludwigstraße im Osten zum Maßmannpark im Nordwesten, wo sie an der Schleißheimer Straße bzw. Maßmannstraße endet.

## Beschreibung
An ihr liegen das Stammgelände der TU München, unter anderem das Gebäude 6 „Theresianum“, das Mathematische Institut der LMU München, die Neue Pinakothek, das Museum Brandhorst, das Museum Mineralogia München, das Denkmal für Georg Ohm, der Elisabeth Sandmann Verlag, das Heizwerk Theresienstraße und der U-Bahnhof Theresienstraße.
In der Theresienstraße liegen 16 Baudenkmäler, siehe dazu auch Liste der Baudenkmäler in der Maxvorstadt.

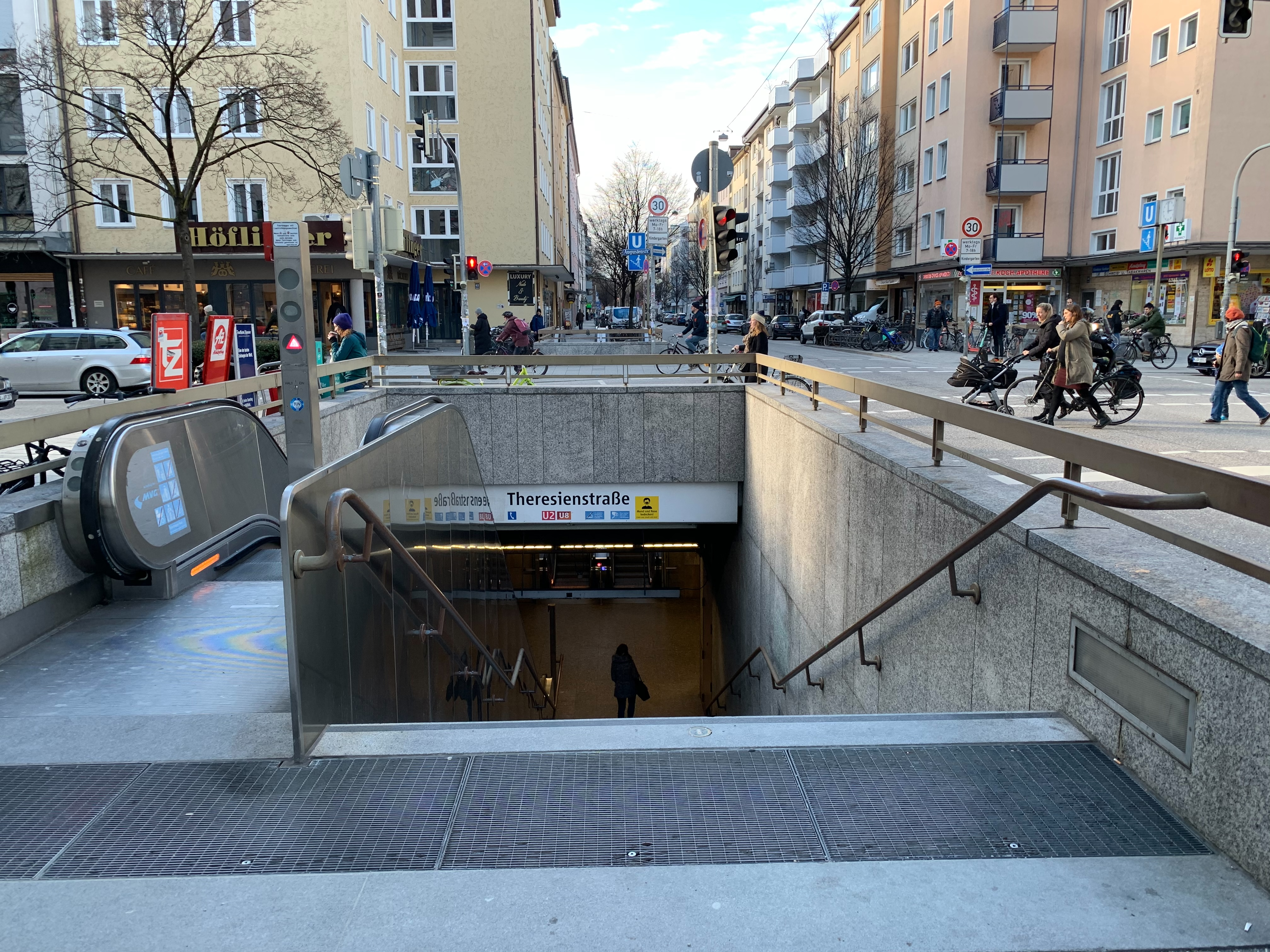
U-Bahnhof Theresienstraße
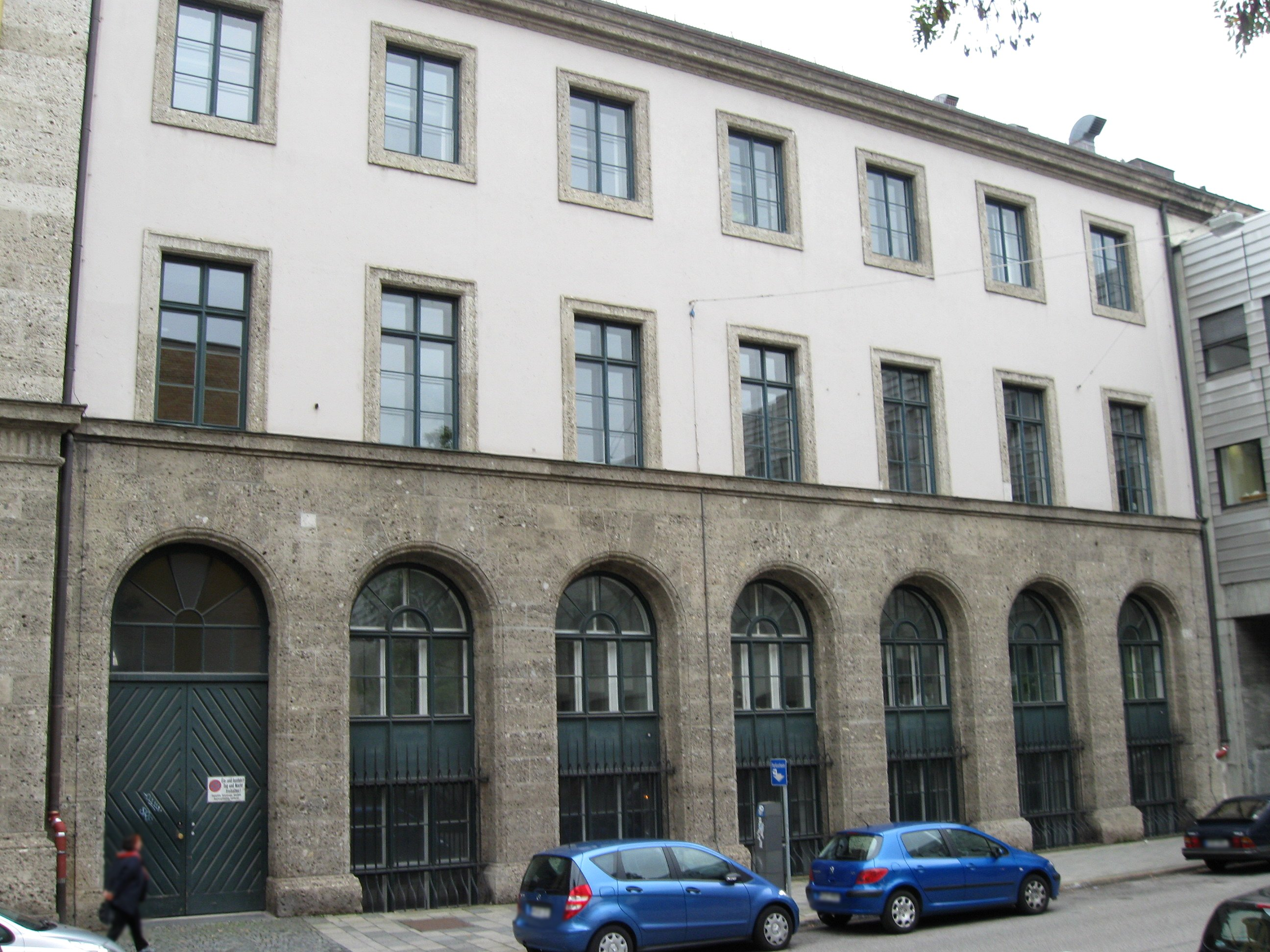
TU München
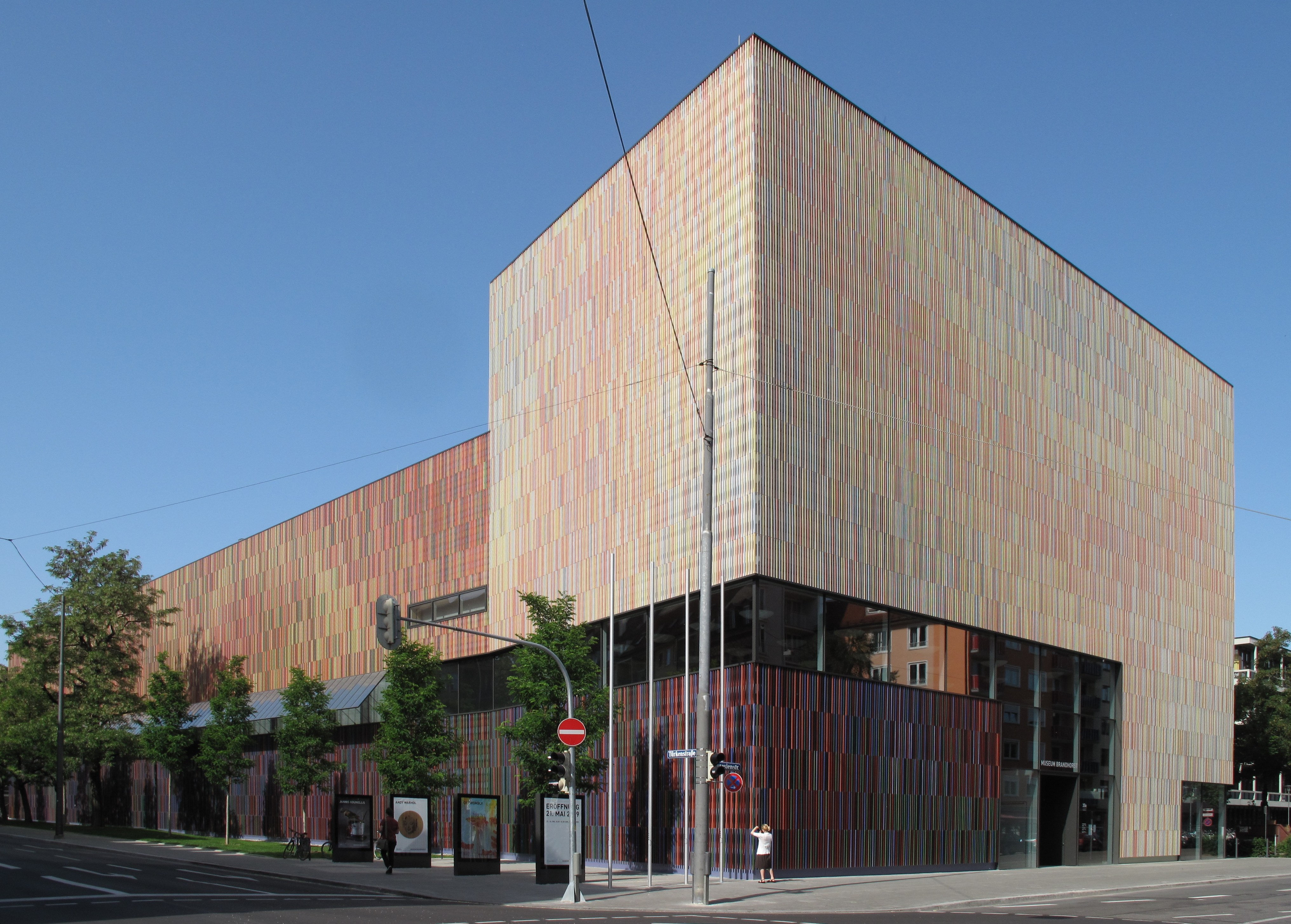
Museum Brandhorst
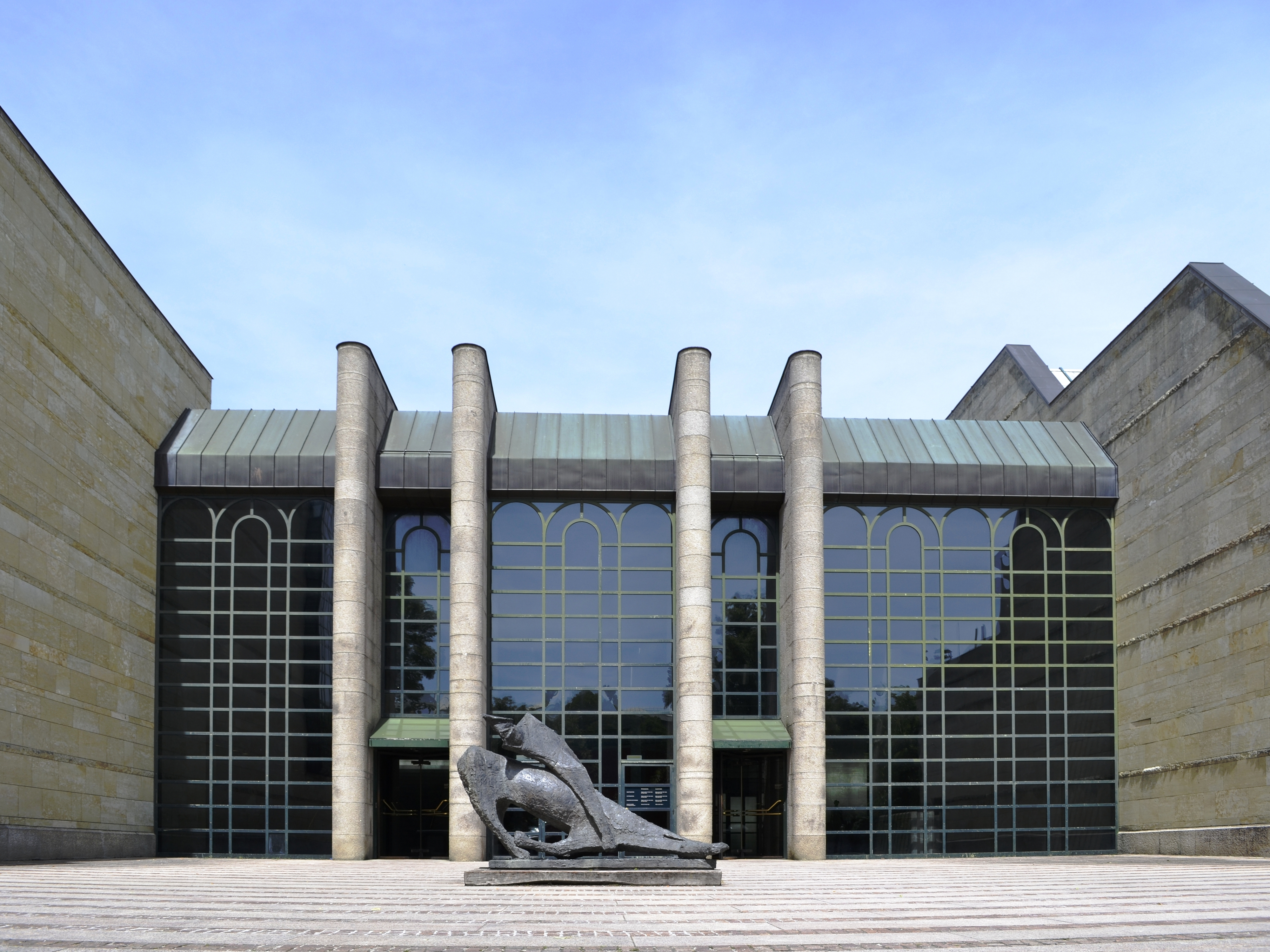
Neue Pinakothek
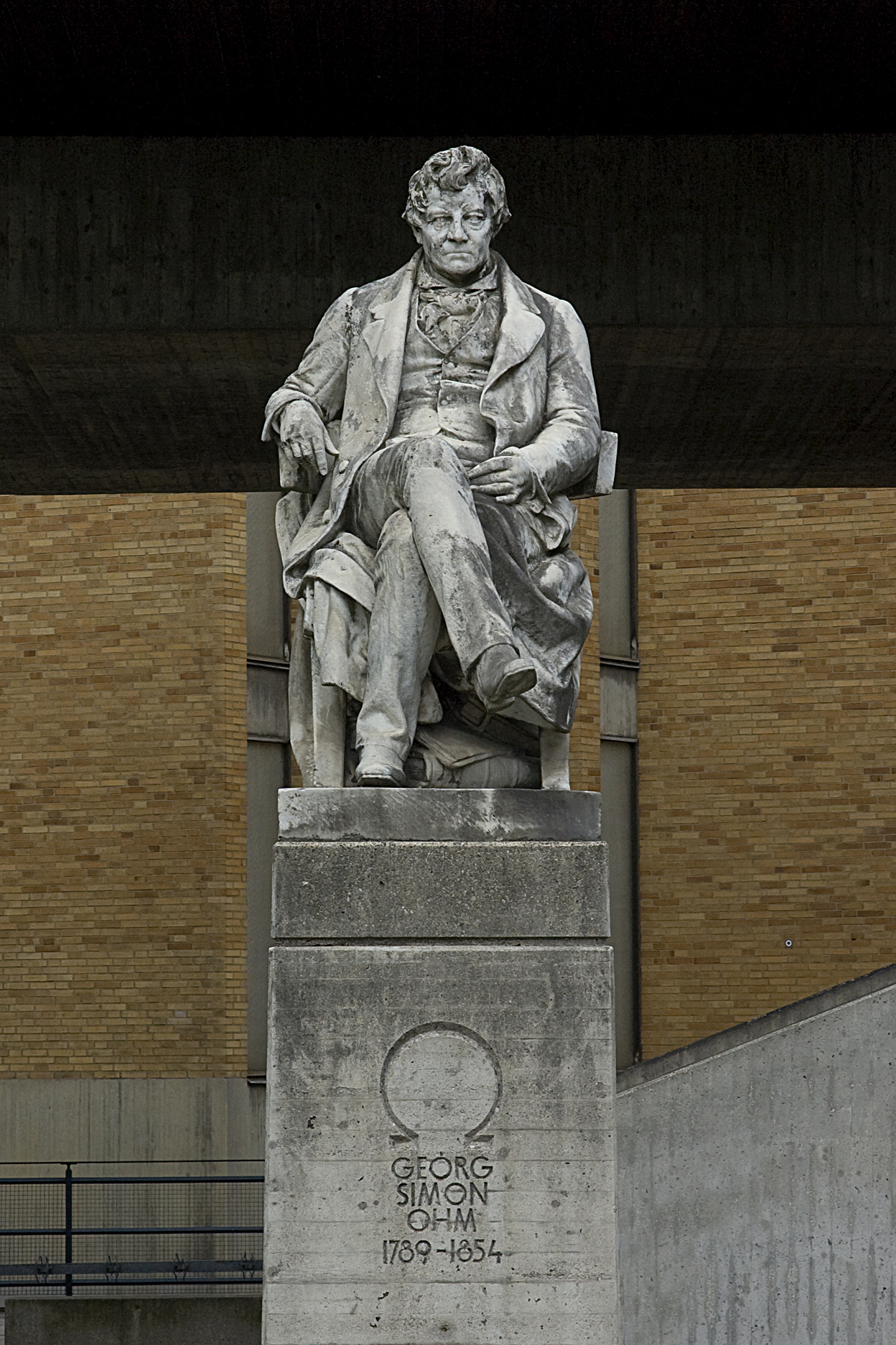
Ohm-Denkmal
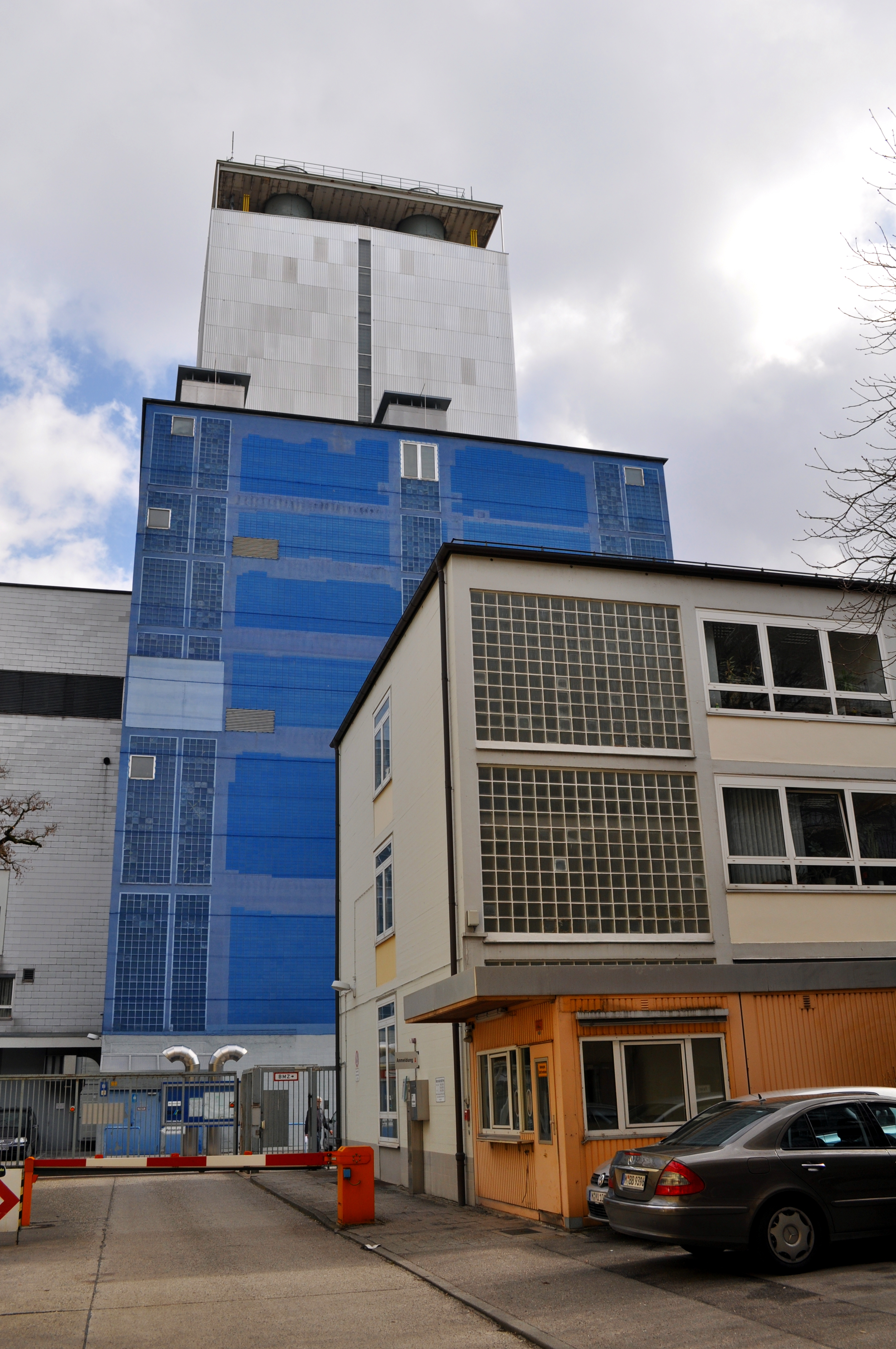
Heizwerk Theresienstraße
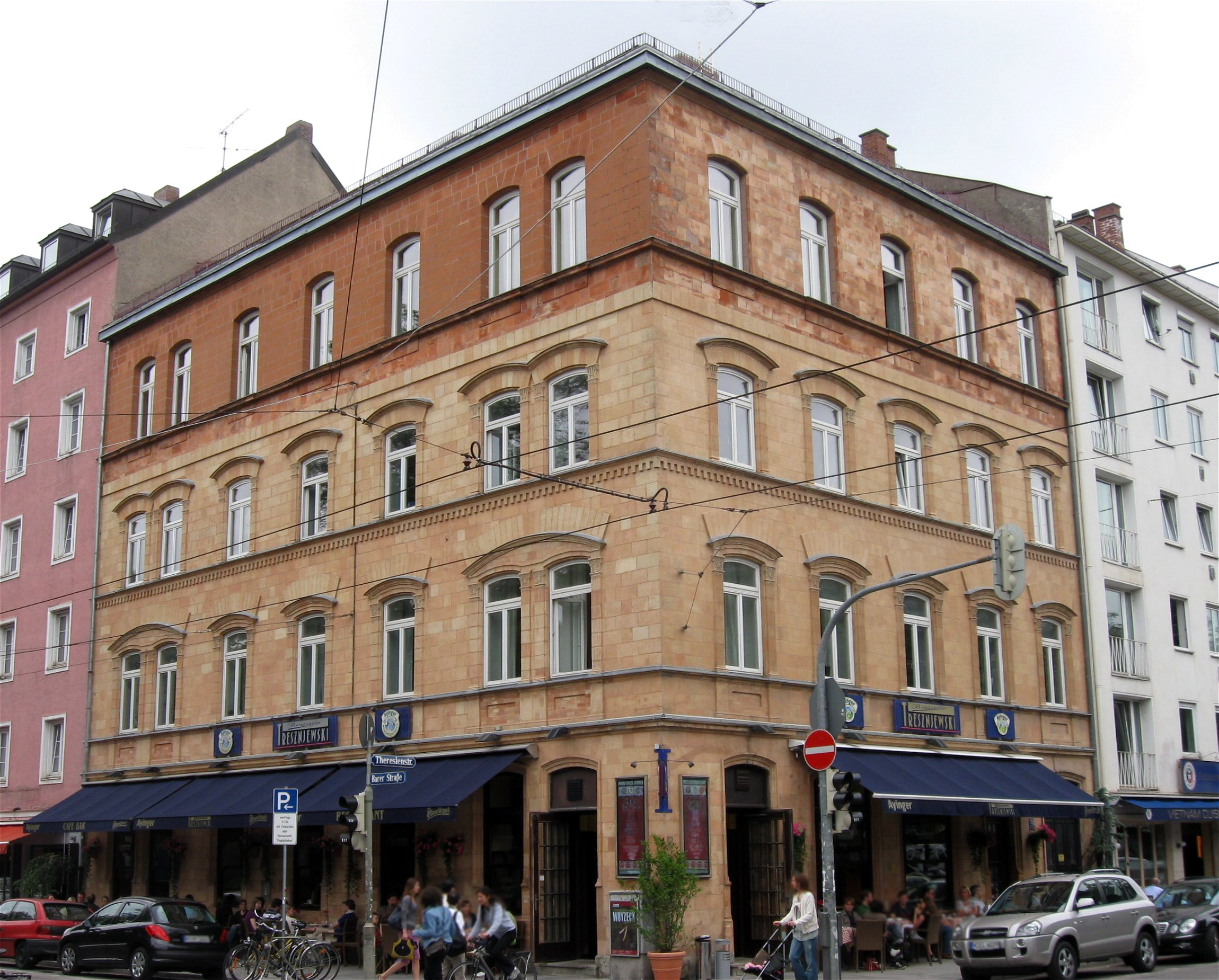
Theresienstraße 72
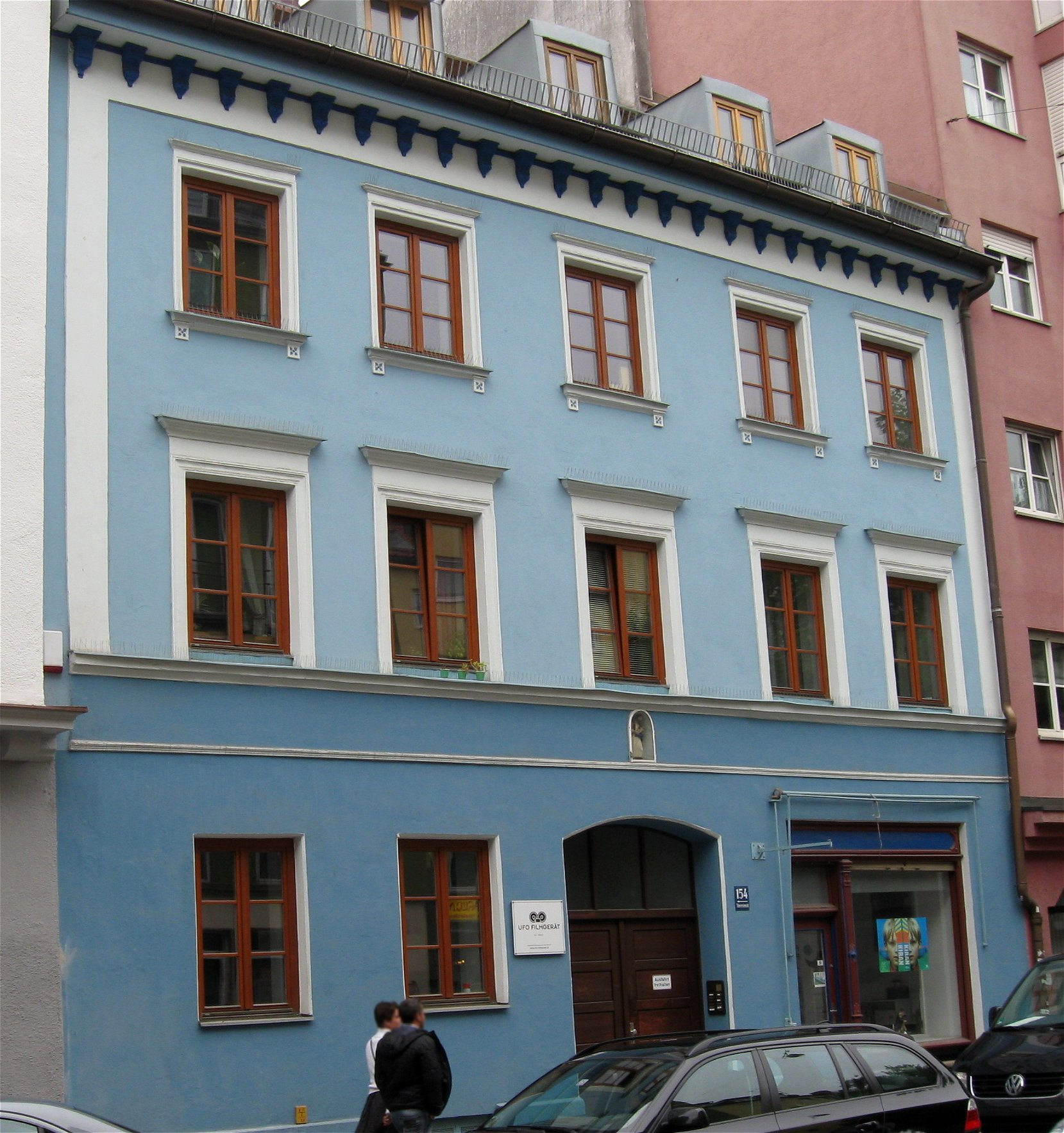
Theresienstraße 154

## Wissenswertes
Die Theresienstraße wurde 1912 nach Königin Therese (1792–1854), Ehefrau von König Ludwig I., benannt.
In der Theresienstraße 12 wurde 1871 der Schriftsteller Christian Morgenstern geboren.
Bis 2018 galt in der Theresienstraße eine Einbahnstraßenregelung. 2021 wurden dauerhaft Radwege markiert.